# Antero Kivi
Lauri Antero Kivi (Orivesi, 15 aprile 1904 – Helsinki, 29 giugno 1981) è stato un discobolo finlandese.

## Palmarès

### Olimpiadi
- Argento a Amsterdam 1928 nel lancio del disco.